# ライヴ・ワイアー
ライヴ・ワイアー (Jeff Beck With the Jan Hammer Group Live) は、1977年にリリースされたジェフ・ベックのライヴ・アルバム。
前作『ワイアード』発表後、ジェフはヤン・ハマー・グループとのジョイント・ツアーを1976年5月から開始する。本作は10月から11月にかけてアメリカで行われたライヴを編集した物である。7曲中3曲がヤン・ハマー・グループの曲であるものの、実質的にはヤン・ハマー・グループのライヴにジェフがゲスト参加した物と言える。
本作発表に合わせて1977年2月にツアーが再開するが、問題が生じまもなくツアーは終了してしまう。その後一年近く沈黙を守ったジェフは、スタンリー・クラークのアルバム・セッションに再び参加、そこからツアーが実現する。スタンリーとのツアーは78年11月、3度目となる日本公演から開始された。このツアーにはサイモン・フィリップス、トニー・ハイマスも参加している。
- 1978年11月20日 - 水戸・茨城県民文化センター
- 1978年11月22日 - 石川・厚生年金会館
- 1978年11月23日 - 岡山・倉敷市民会館
- 1978年11月24日 - 大阪・大阪府立体育館
- 1978年11月26日 - 名古屋・名古屋市公会堂

- 1978年11月28日 - 八幡・新日鐵大谷体育館
- 1978年11月29日 - 大阪・厚生年金会館
- 1978年11月30日 - 東京・日本武道館
- 1978年12月1日 - 東京・日本武道館
- 1978年12月2日 - 東京・日本武道館

## 曲目
1. フリーウェイ・ジャム - Freeway Jam (Middleton) 7:21
2. アース - Earth (Still Our Only Home) (Hammer) 4:34
3. シーズ・ア・ウーマン - She's a Woman (Lennon-McCartney) 4:25
4. フル・ムーン・ブギー - Full Moon Boogie (Goodman, Hammer) 6:07
5. 闇 - Darkness/Earth in Search of a Sun (Hammer) 7:52
6. スキャッターブレイン - Scatterbrain (Beck, Middleton) 7:26
7. 蒼き風 - Blue Wind (Hammer) 6:20

## 参加ミュージシャン
- ジェフ・ベック - ギター、スペシャル・エフェクト

### ザ・ヤン・ハマーグループ
- トニー・スミス - ドラムス、リード・ボーカル：on Full Moon Boogie
- フェルナンド・サンダース - ベース、リズム・ギター：on She's A Woman、ボーカル・ハーモニー
- スティーブ・キンドラー - バイオリン、ストリング・シンセサイザー：on Darkness、リズム・ギター：on Blue Wind
- ヤン・ハマー - モーグ・シンセサイザー & オーバーハイム・シンセサイザー
- フリーマン - モーグ・ストリング・シンセサイザー、エレクトリック・ピアノ、ティンバル、リード・ボーカル：on Earth (Still Our Only Home)